# Ahmad Shah Tajuddin Mukarram di Kedah
Paduka Sri Sultan Ahmad Tajuddin Mukarram Shah ibni Almarhum Sultan Zainal Rashid Al-Mu'adzam Shah I (George Town, 1832 – Istana Kota Star, 22 giugno 1879) è stato sultano di Kedah dal 1854 al 1879.

## Biografia
Ahmad Shah Tajuddin Mukarram di Kedah nacque a George Town nel 1832 ed era il figlio maggiore del sultano Sulaiman Shah I e di sua moglie Wan Maheran binti Dato' Wan Muhammad Sadiq.
Venne educato privatamente a Malacca.
Fu proclamato sultano il 13 marzo 1854. L'anno successivo il re del Siam gli assegnò il titolo di Phraya Saiburi. Successivamente ricevette il titolo di Chao Phraya Ritsungrama Ramabhakti Sri Sultan Muhammad Ratna Rajamumin Surindra Ravi Varman Badung Danubamrangsa Kedah Negara Amara Ranakhatra Pradhitsaratta Rajayasawariya Adipati Vikramsinha Chao Phraya Saiburi. Nel novembre del 1864 si assicurò la restituzione di Kuban Pasu da Tunku Ishak. Fu un grande modernizzatore e si interessò molto al mare, alle navi e alla musica europea. Nel 1861 istituì la prima scuola moderna a Padan Lepai. Reclutò un medico, riformò la magistratura e le forze militari e fondò il corpo di polizia. Avviò la costruzione di una vasta rete stradale. Costruì il nuovo Balai Nobat, costituito da un edificio di cinque piani. L'edificio era totalmente costruito in legno con copertura in zinco.
Si sposò quattro volte ed ebbe sedici figli, nove maschi e sette femmine.
Morì all'Istana Kota Star il 22 giugno 1879 e fu sepolto nel mausoleo reale di Langgar.